# رووي
رووي (بالإنجليزية: Roewe)‏ (بالصينية: 荣威; البينيين: Róngwēi) هي علامة تجارية للسيارات مملوكة لشركة صناعة السيارات الصينية سايك موتور في عام 2006، والتي تركز على السيارات الفاخرة. اعتمدت سيارات رووي في البداية على التكنولوجيا المكتسبة من شركة صناعة السيارات البريطانية البائدة إم جي روفر. لم تتمكن سايك من شراء حقوق العلامة التجارية روفر (التي احتفظت بها بي إم دبليو، ثم بيعت لاحقًا إلى فورد ثم عادت في النهاية إلى جاغوار لاند روفر) وأنشأت علامة رووي كبديل. تُباع سيارات رووي في معظم أسواق التصدير خارج الصين تحت علامة إم جي.

## الاسم
نشأ اسم رووي من فشل سايك في الحصول على اسم العلامة التجارية روفر من بي إم دبليو عام 2005 (تم بيعها بدلاً من ذلك لشركة فورد في عام 2006، والعلامة التجارية مملوكة حاليًا لشركة جاكوار لاند روفر). يتكون الاسم من الحروف الصينية Róng و wēi، والتي تعني تقريبًا "القوة المجيدة"، وهو ترجمة حرفية لكلمة روفر، على الرغم من أن سايك ذكرت أنها مشتقة من Löwe ، الكلمة الألمانية التي تعني أسد.

## التاريخ

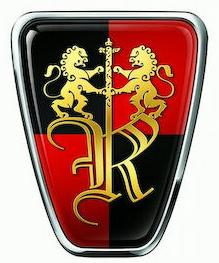
شعار رووي حتى عام 2018

اشترت سايك التكنولوجيا المتعلقة بسيارتي روفر 75 و روفر 25 بعد انهيار إم جي روفر عام 2005، وظهرت علامة رووي لأول مرة على نسخة من 75، رووي 750. كانت شركة سايك تنوي في الأصل شراء جميع أصول الشركة البريطانية الفاشلة، وقد قامت شركة نانجينغ للسيارات بالمزايدة عليها. في عام 2007، اندمجت سايك مع شركة نانجينغ للسيارات، لذا فهي تسيطر الآن على خصائص إم جي روفر، مثل اسم إم جي ومصنع برمنغهام، ومصنع لونجبريدج، الذي لم تتمكن من الاستحواذ عليه في البداية.
ساعدت شركة الهندسة الإنجليزية ريكاردو في تطوير نماذج رووي المبكرة وأنشأت شركة جديدة في المملكة المتحدة، ريكاردو (2010) للاستشارات المحدودة، والتي ساعدت في طرح الطراز 750 في السوق. وفقًا لـ سايك، تم العمل على السيارة أيضًا في الصين. في عام 2007، تم شراء ريكاردو من قبل سايك وأعيدت تسميته إلى المركز التقني سايك موتور المملكة المتحدة. توظف أكثر من 200 مهندس بريطاني سابق في شركة روفر.
كشفت العلامة التجارية رووي النقاب عن السيارة الكهربائية النموذجية رووي فيچن-أر في معرض قوانغتشو للسيارات لعام 2015 في الصين، والتي تستعرض جيلًا جديدًا من لغة تصميم رووي للعلامة التجارية الصينية، والتي تتميز بتجاعيد حادة وشبكة كاملة العرض تطورت من رووي السابقة شبكة الدرع. تم تطبيق موضوع التصميم الجديد على المنتجات التي تم إطلاقها بعد فترة وجيزة مثل رووي أي 5، وأي 6، وأر إكس 3، وأر إكس 5، وأر إكس 7، وأر إكس 8، ومارفل إكس، بالإضافة إلى عمليات تجميل رووي 950 ورووي 360 بلس.

## المنتجات

### النماذج الحالية

#### سيارة
- رووي كليفر (2020 إلى الوقت الحاضر)، سيارة المدينة
- رووي أي 5 (2017 إلى الوقت الحاضر)، سيارة سيدان/ستيشن واغن صغيرة الحجم
  - رووي إي أي 5 (2017 إلى الوقت الحاضر)، سيارة سيدان/ستايشن واغن مدمجة
- روي أي 6 ماكس (2020 إلى الوقت الحاضر)، سيارة سيدان مدمجة
  - رووي إي أي 6 ماكس (2020 إلى الوقت الحاضر)، طراز إي في من إي أي 6 ماكس
- رووي دي 7 (2023 إلى الوقت الحاضر)، سيارة سيدان متوسطة الحجم

#### سيارات الدفع الرباعي (إس يو في)
- رووي أر إكس 5 (2016 إلى الوقت الحاضر)، سيارة الدفع الرباعي المدمجة
  - رووي إي أر إكس 5 (2017 إلى الوقت الحاضر)، طراز بي إتش إي في من أر إكس 5
  - رووي دي 5 إكس (2023 إلى الوقت الحاضر)، سيارة الدفع الرباعي المدمجة
- رووي أر إكس 9 (2022 إلى الوقت الحاضر)، سيارة دفع رباعي متوسطة الحجم

#### إم بي في
- رووي أي ماكس 8 (2020 إلى الوقت الحاضر)، سيارة متعددة الأغراض بالحجم الكامل
  - رووي أي ماكس 8 دي إم إتش (قادم)، متغير بي إتش إي في من أي ماكس 8

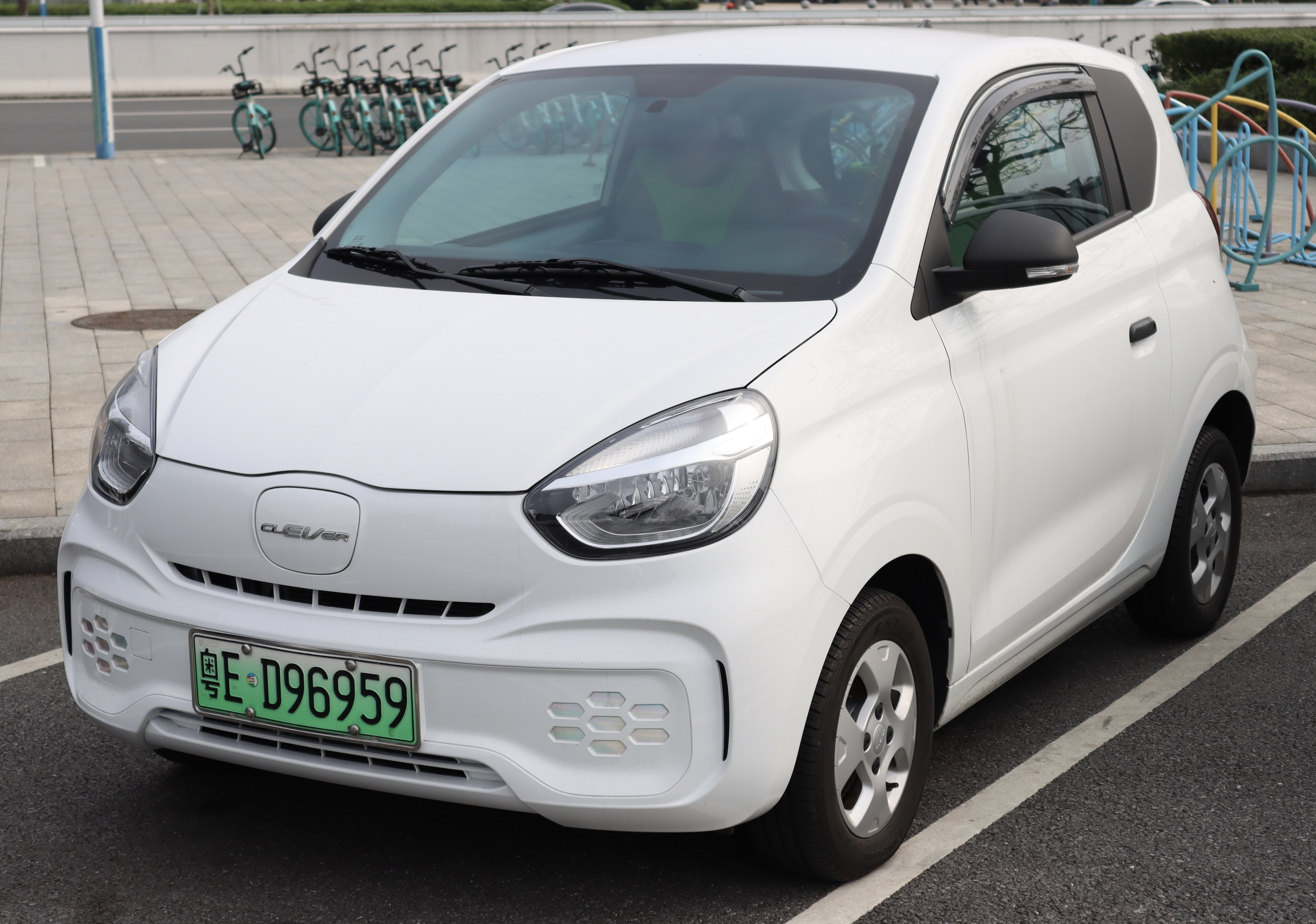
رووي كليفر
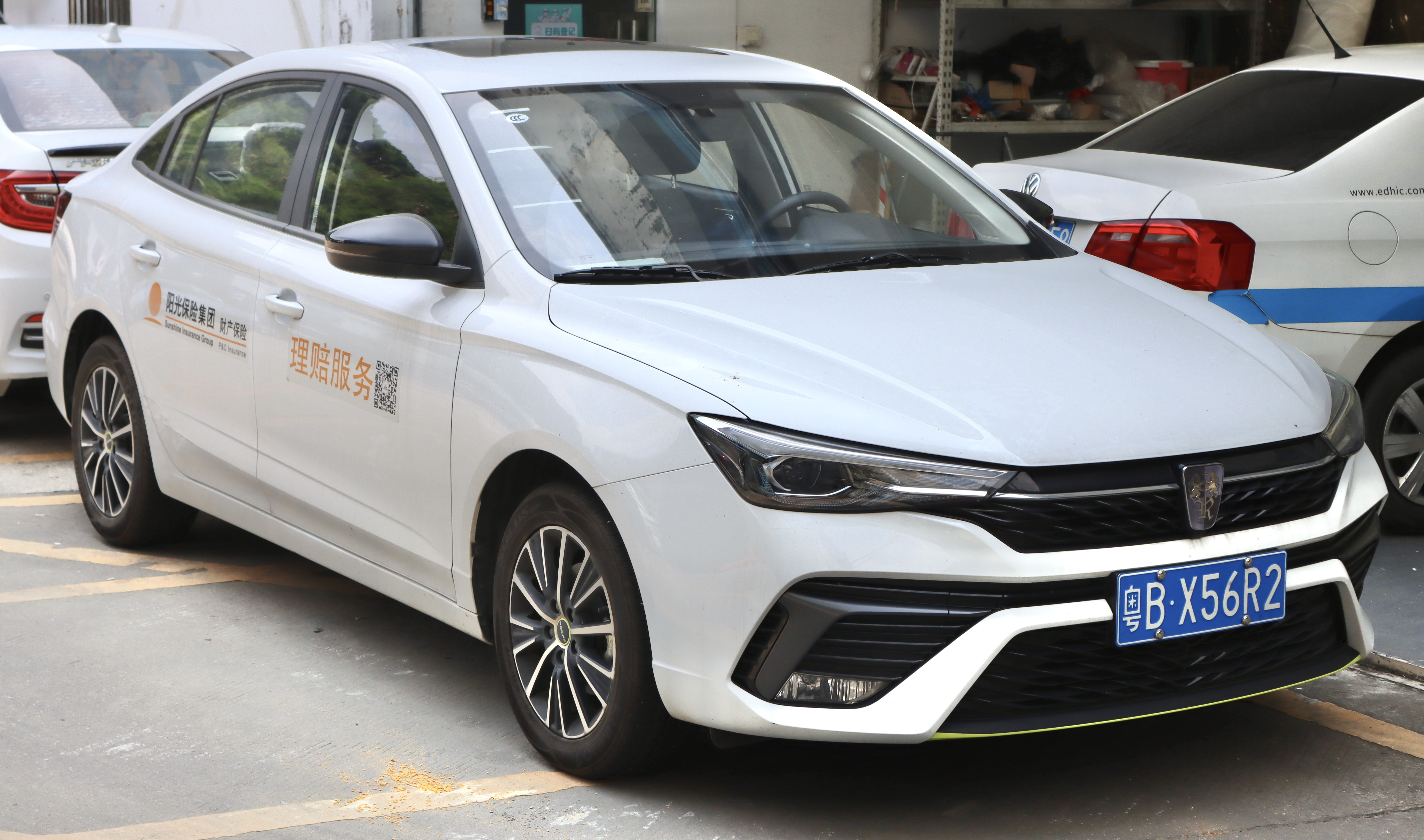
رووي أي 5
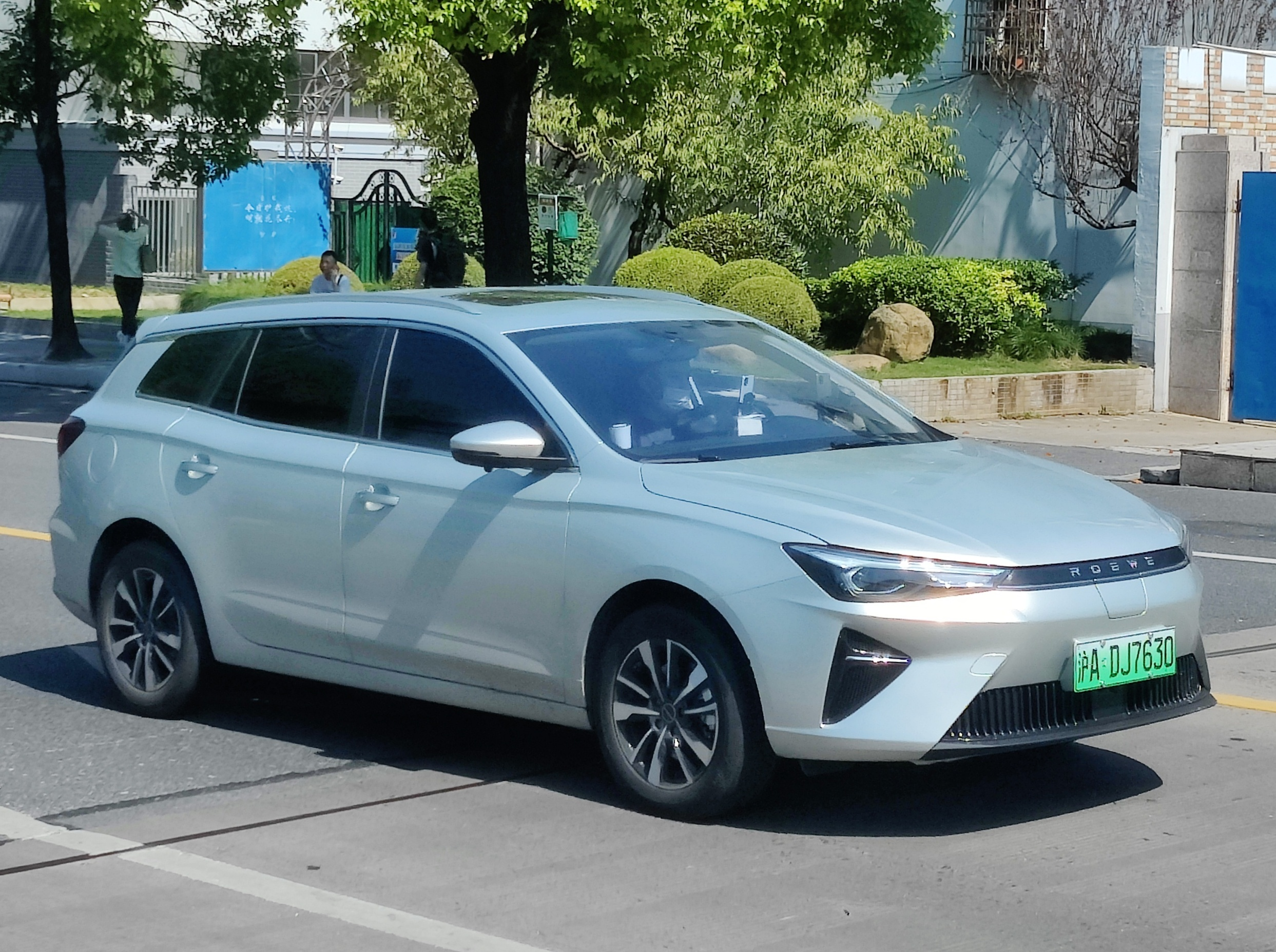
رووي إي أي 5
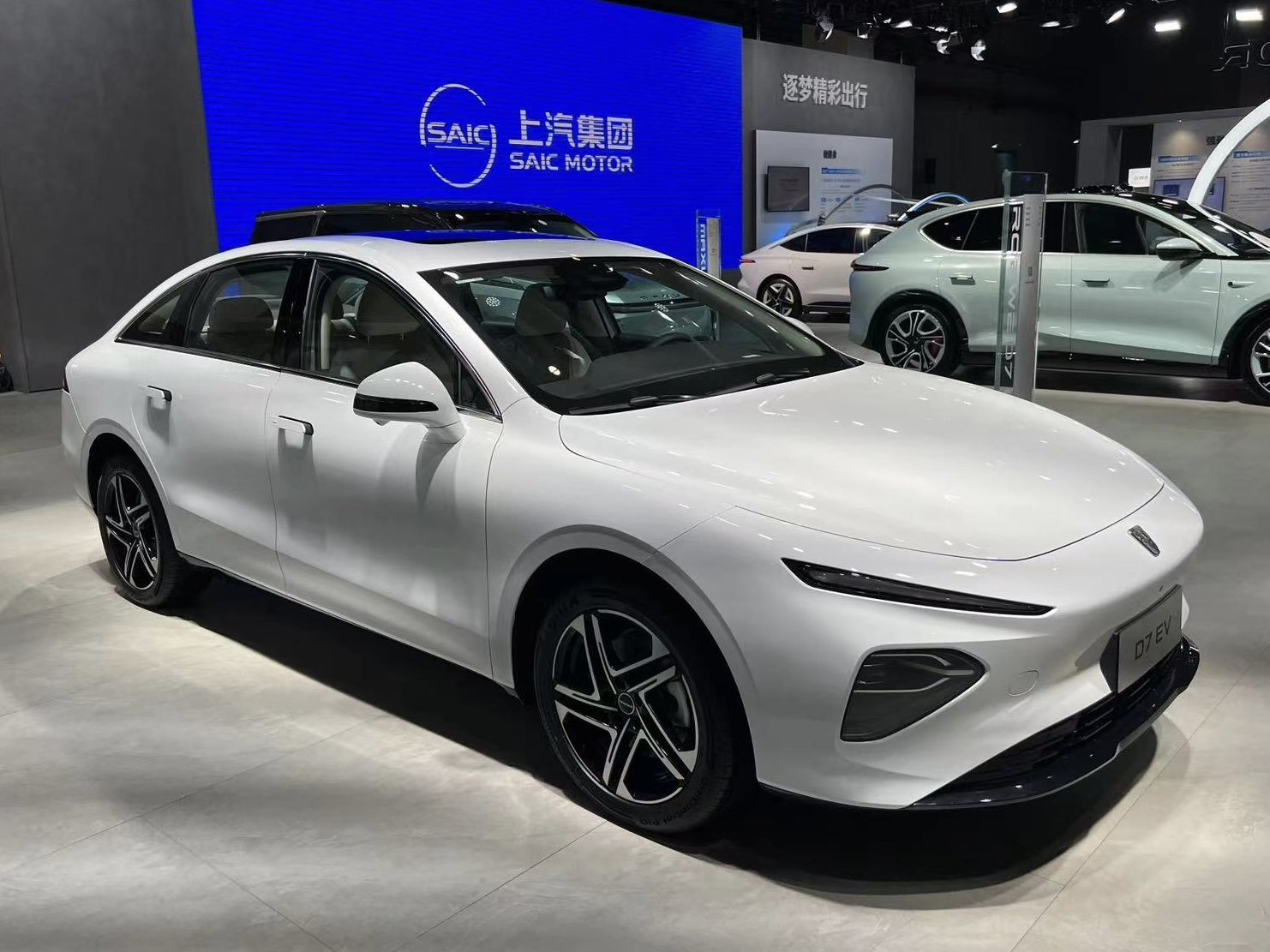
رووي دي 7
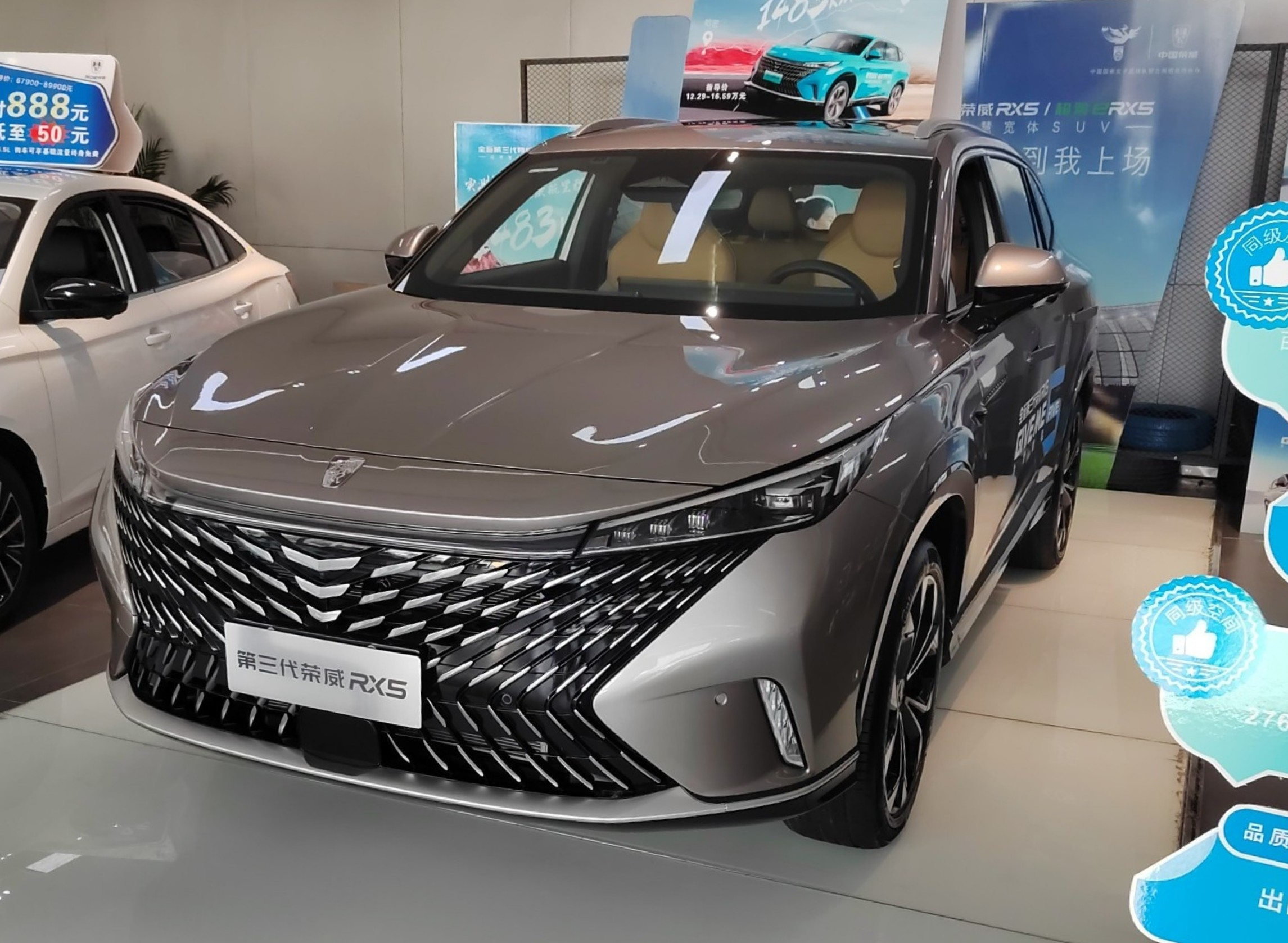
رووي أر إكس 5
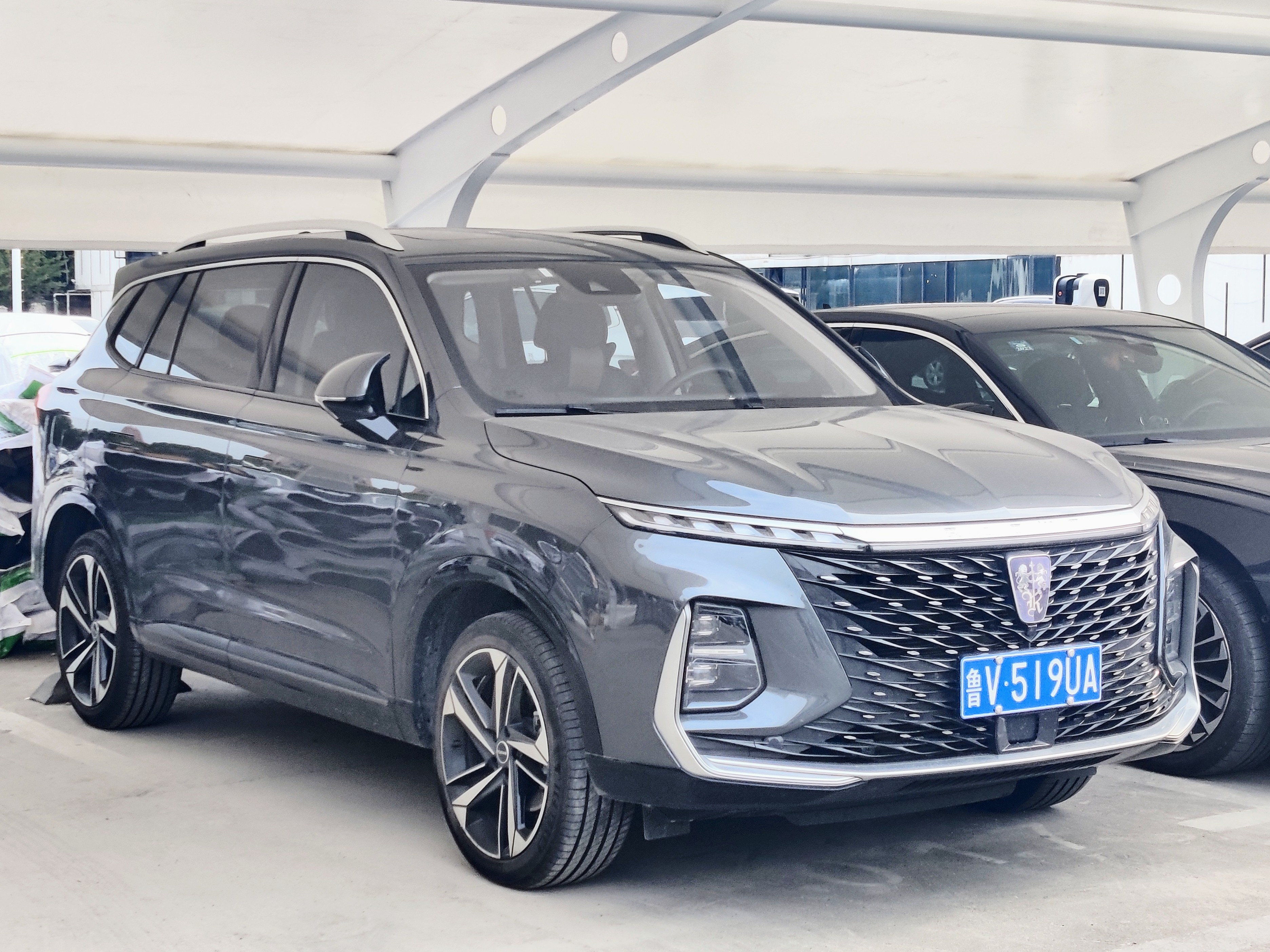
رووي أر إكس 5 ماكس
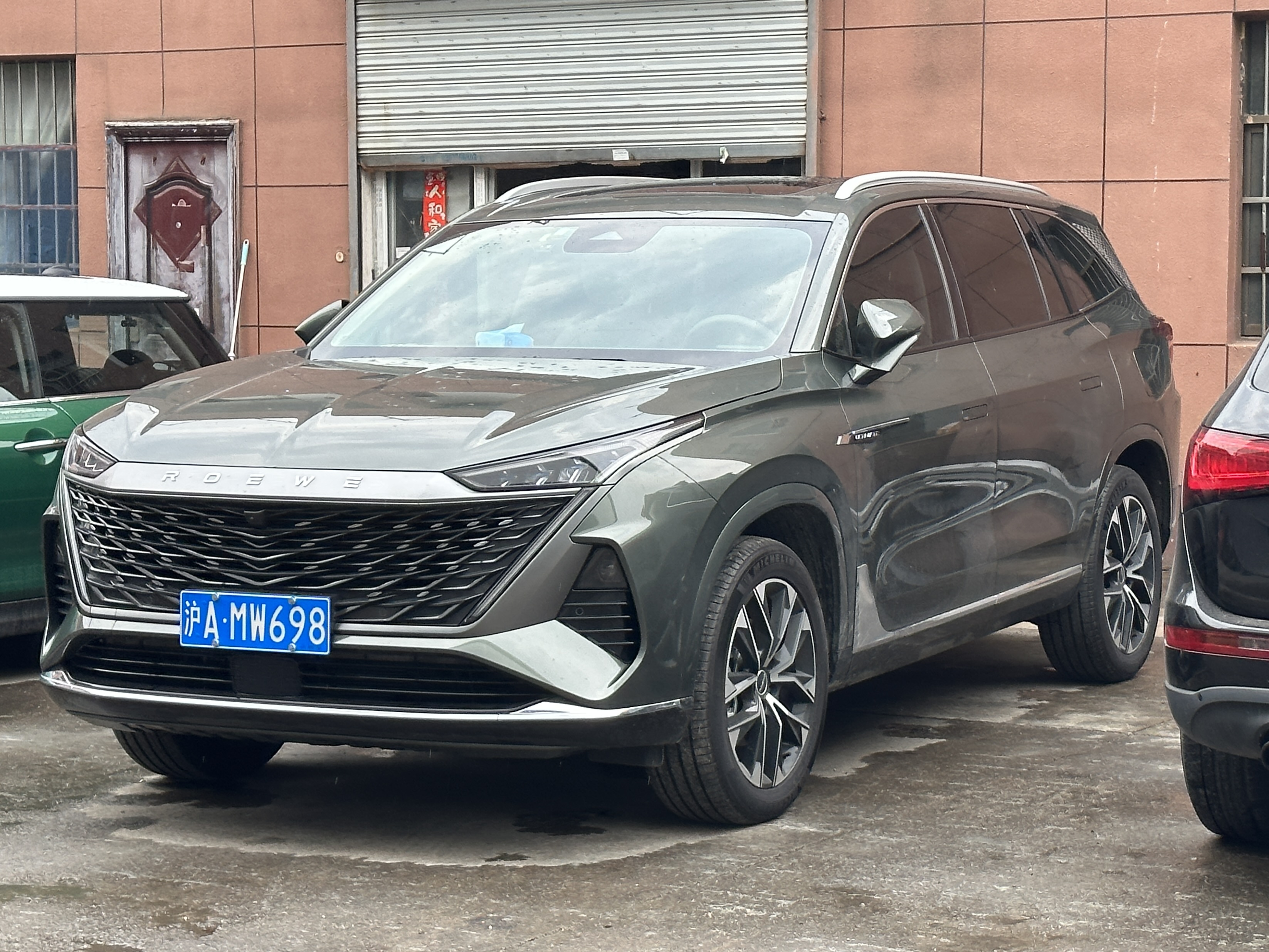
رووي أر إكس 9
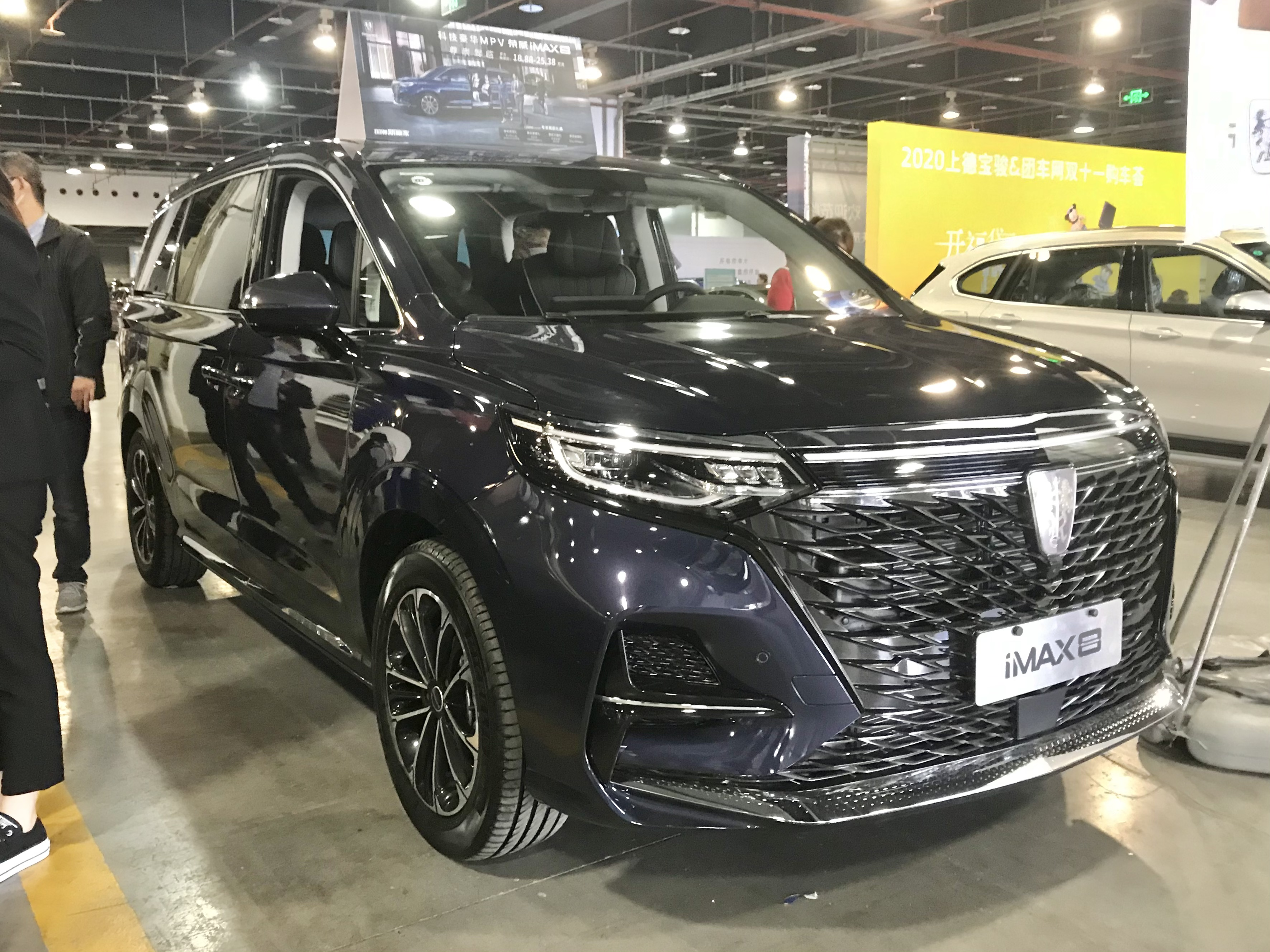
روي أي ماكس 8

### نماذج سابقة

#### سيارة
- رووي أي 6 (2017-2020)، سيارة سيدان مدمجة
  - رووي إي أي 6 (2017–2020)، طراز إي في من أي 6
- رووي 950 / إي 950 (2012-2019)، سيارة سيدان متوسطة الحجم
- رووي 850، سيارة سيدان متوسطة الحجم
- رووي 750 (2006-2016)، سيارة سيدان متوسطة الحجم
- رووي 550 (2008-2014)، سيارة سيدان مدمجة
- رووي 360/360 بلس (2015-2018)، سيارة سيدان مدمجة
- رووي 350 (2010-2014)، سيارة سيدان مدمجة
- رووي إي 50 (2013-2016)، سيارة المدينة

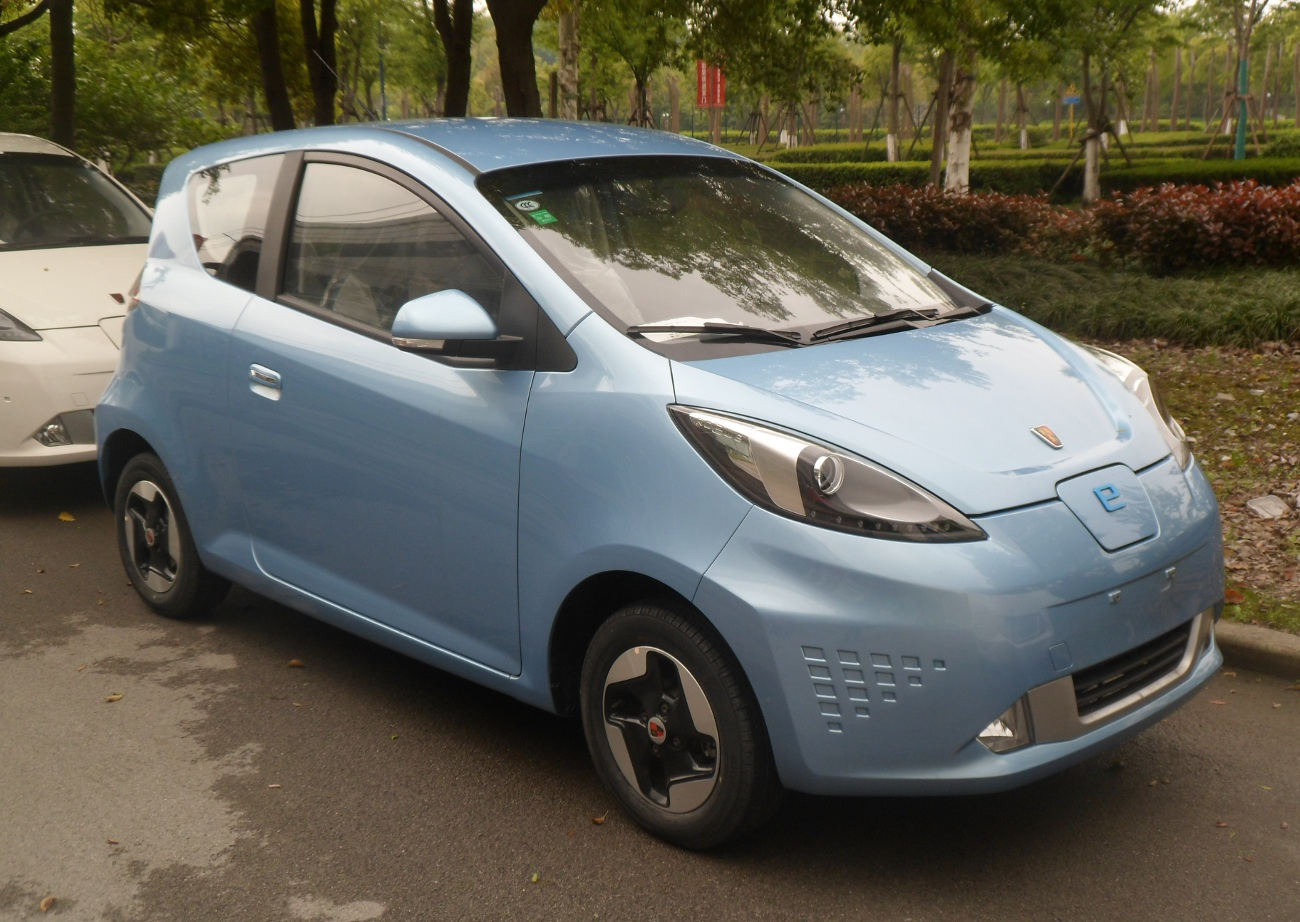
رووي إي 50
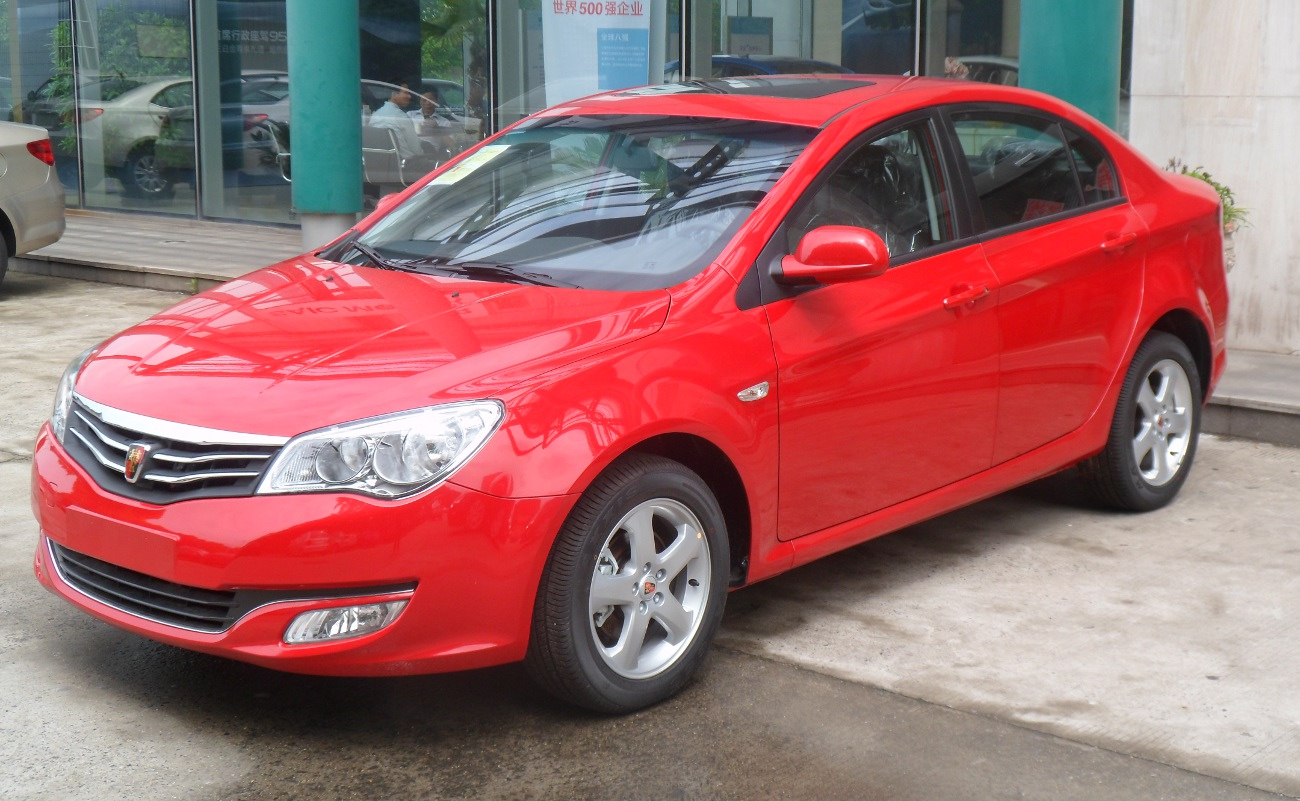
رووي 350
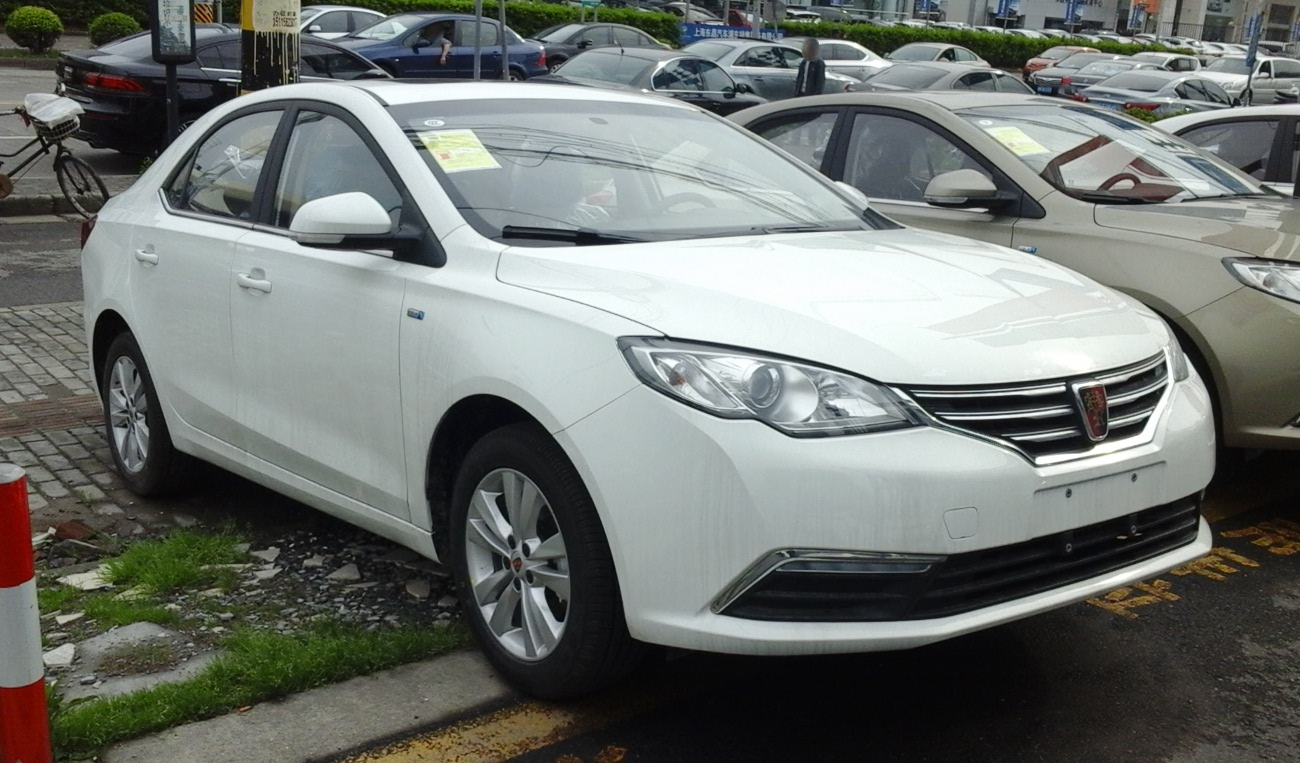
رووي 360
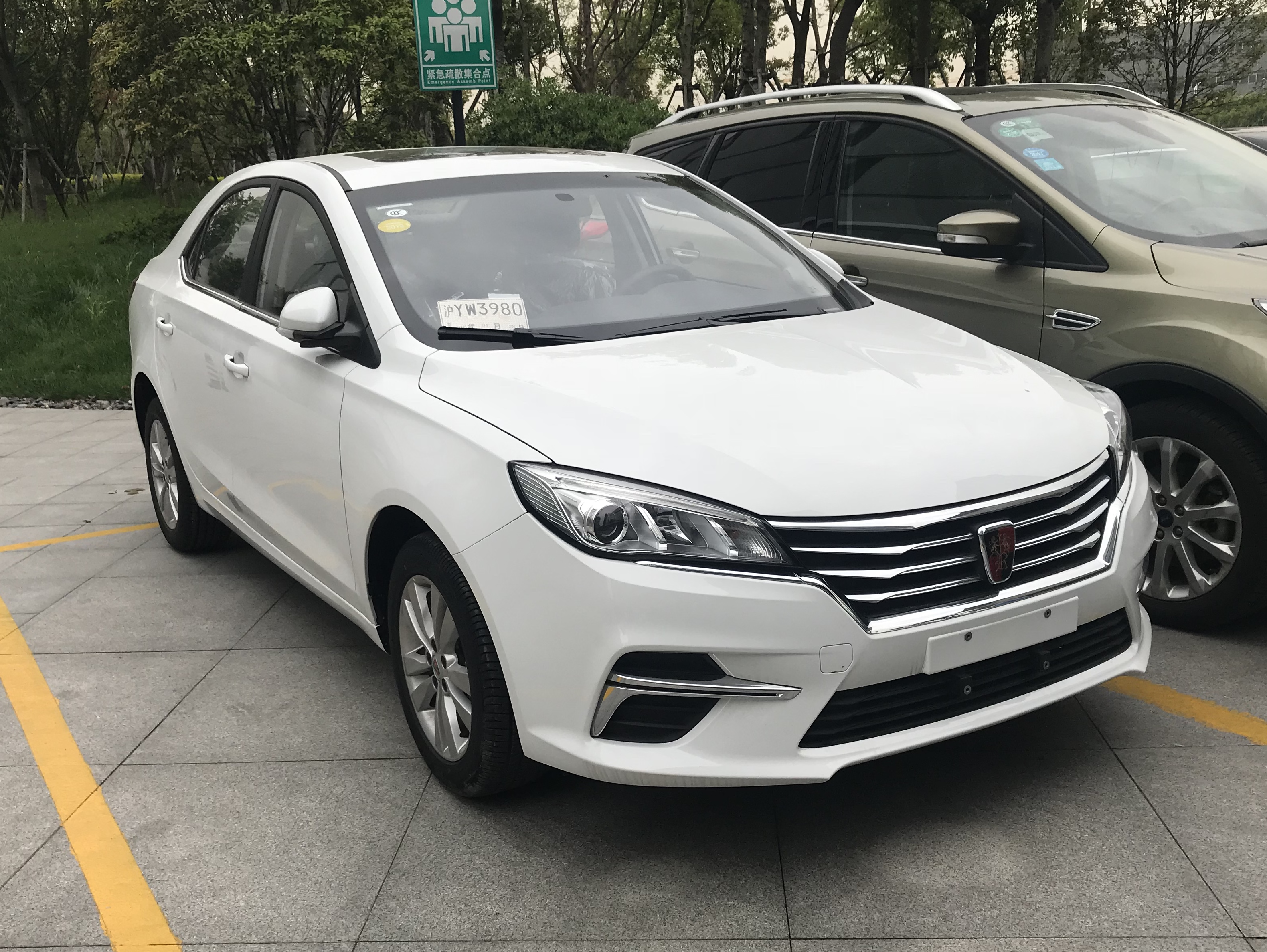
رووي 360 بلس
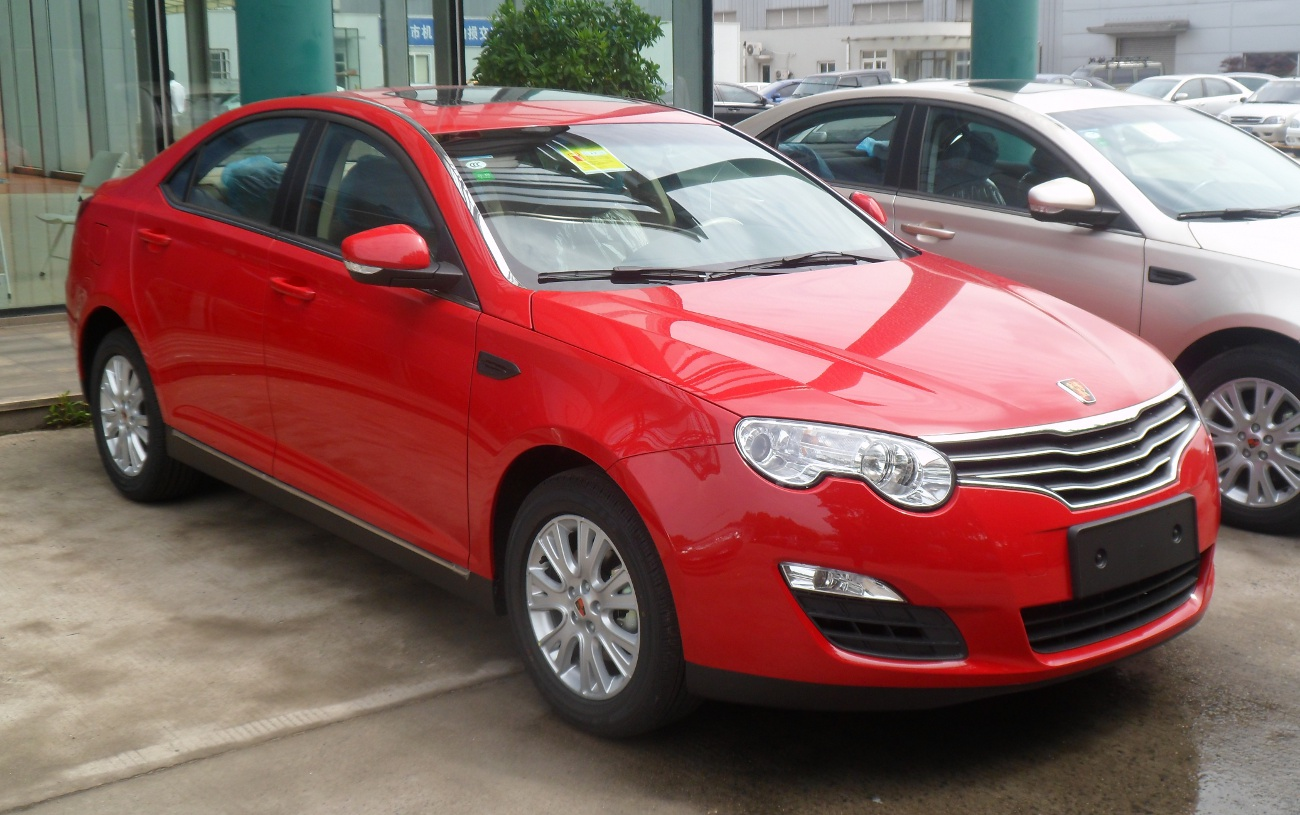
رووي 550
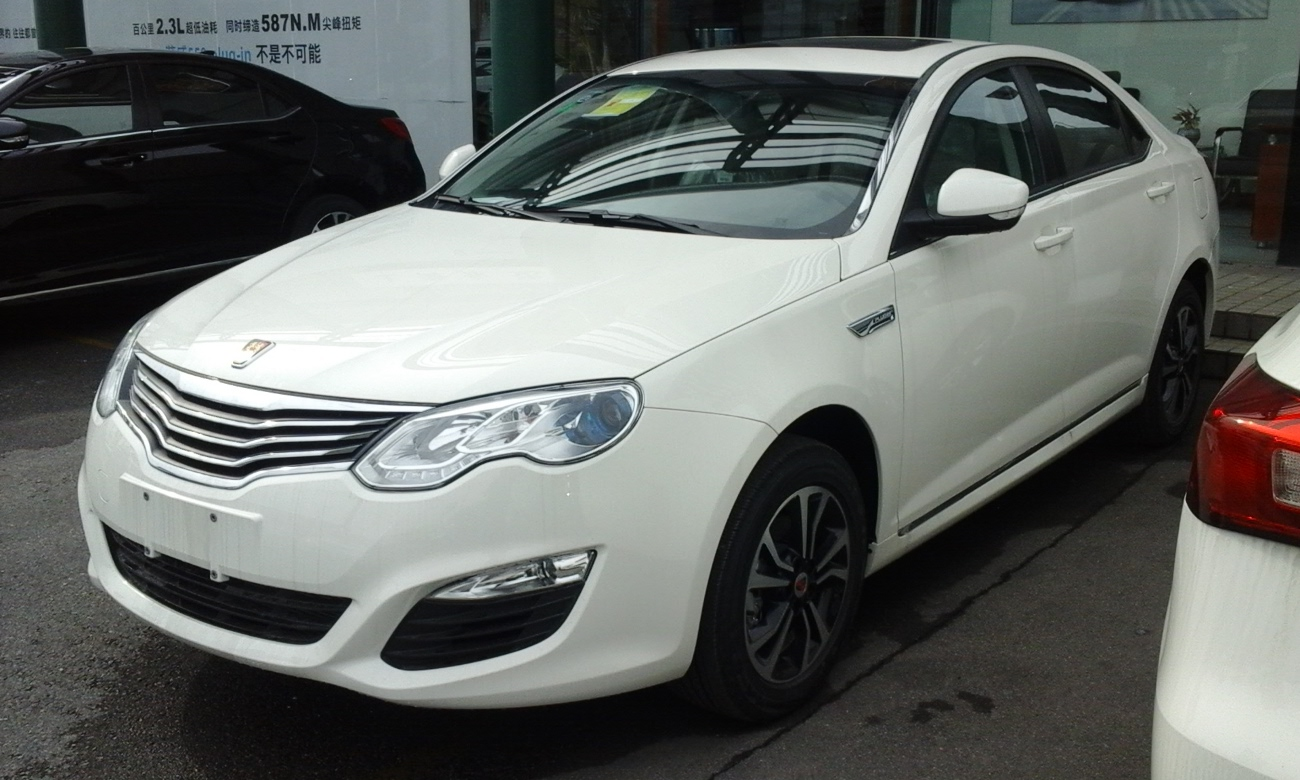
رووي إي 550
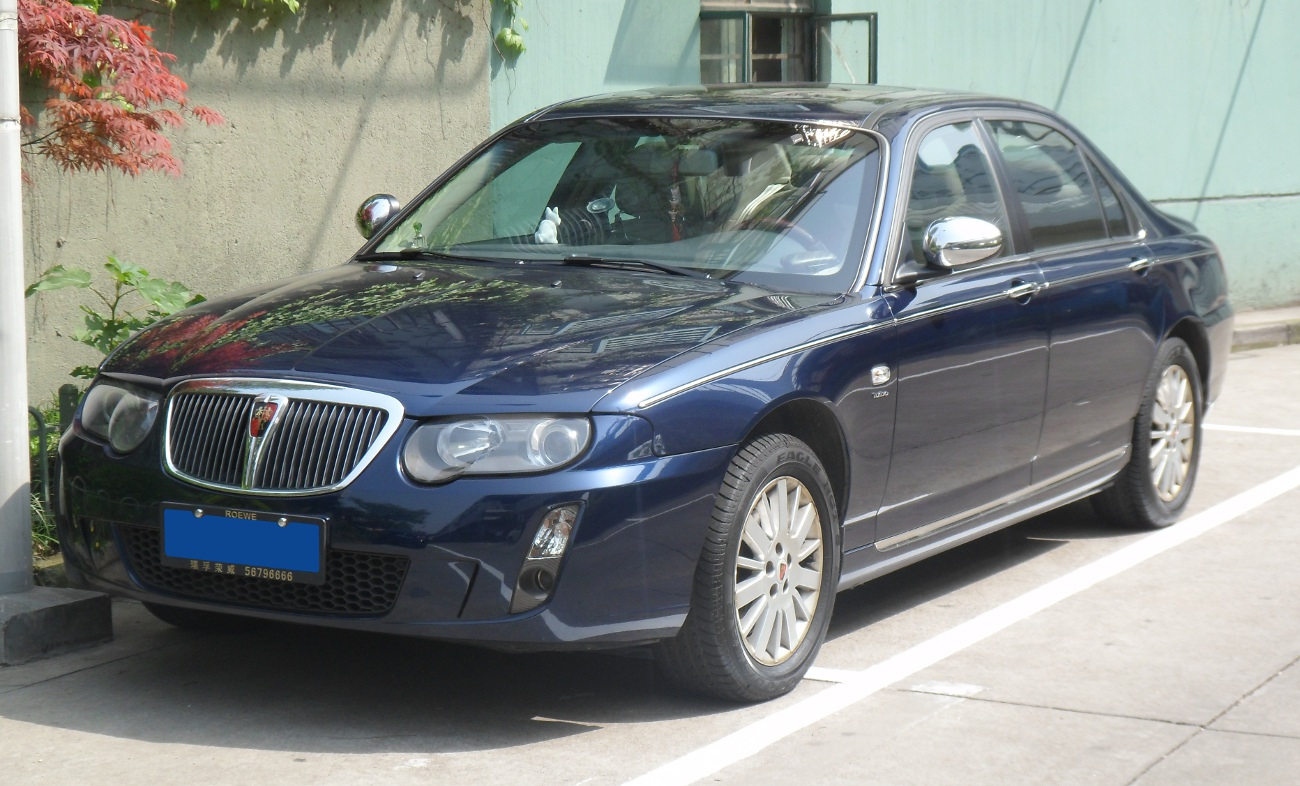
رووي 750
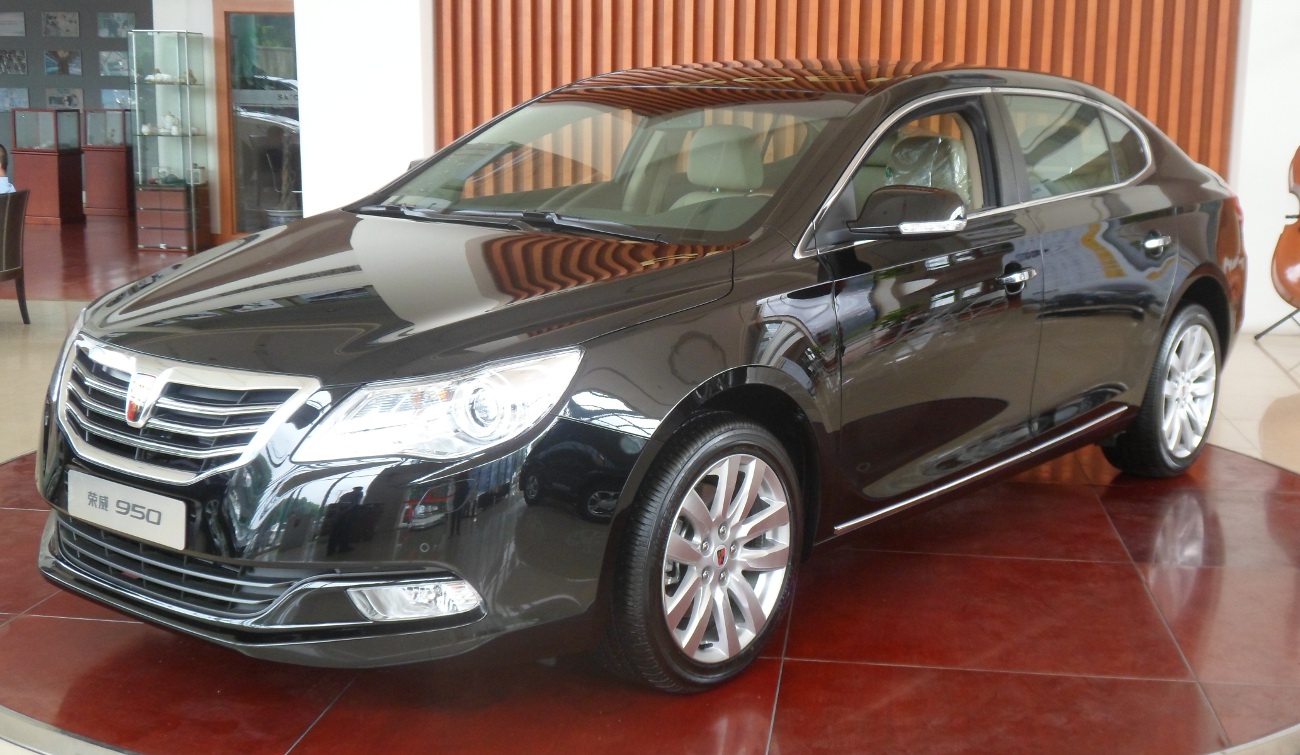
رووي 950
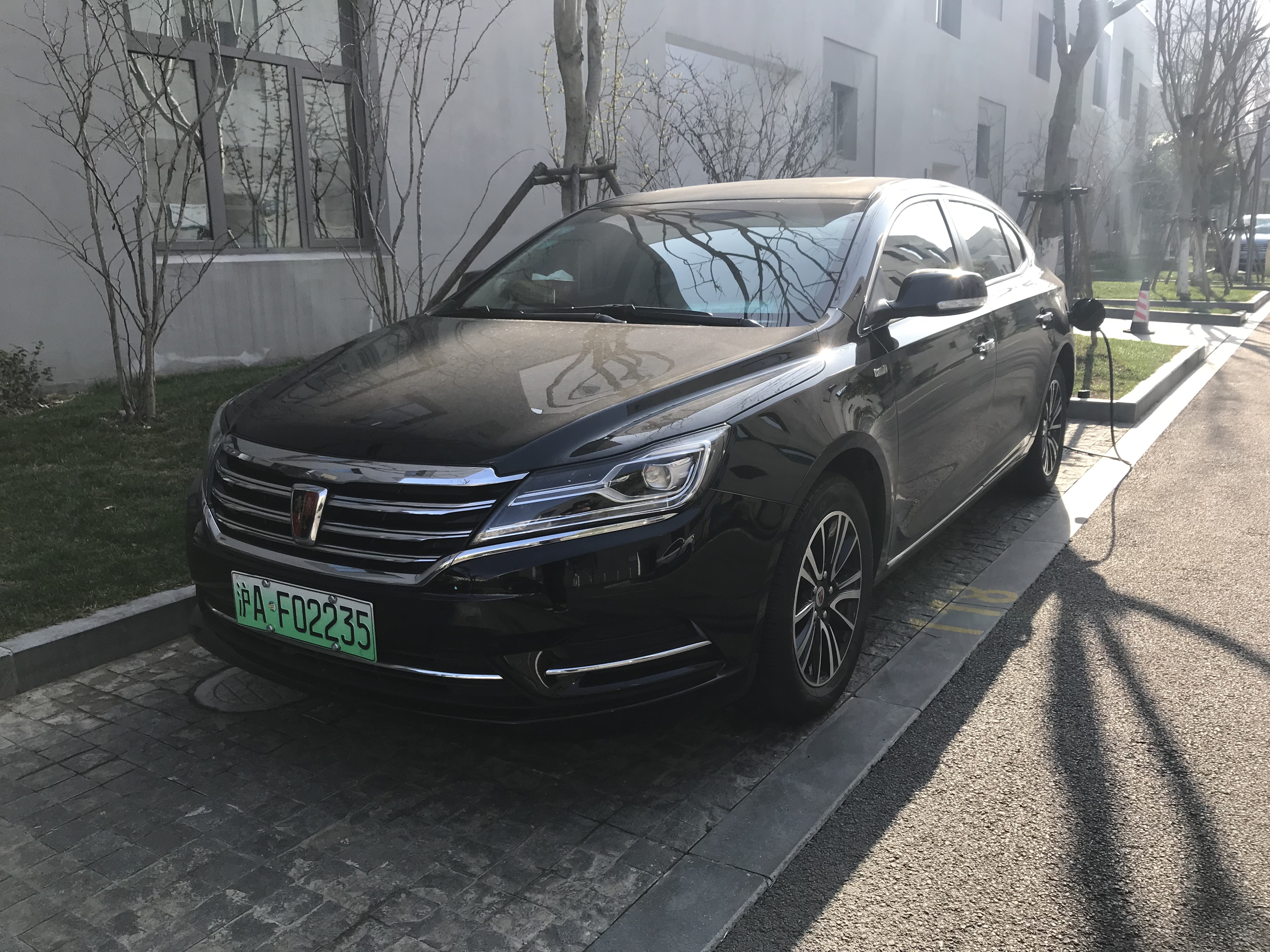
رووي إي 950

#### سيارات الدفع الرباعي (إس يو في)
- رووي دبليو 5 (2011-2017)، سيارة دفع رباعي متوسطة الحجم
- رووي مارفل إكس (2018-2021)، سيارة دفع رباعي متوسطة الحجم
- رووي أر إكس 3 (2017–2023)، سيارة الدفع الرباعي صغيرة الحجم
- رووي أر إكس 8 (2018-2023)، سيارة دفع رباعي متوسطة الحجم
- رووي جينغ (2022-2023)، سيارة كوبيه مدمجة ذات دفع رباعي

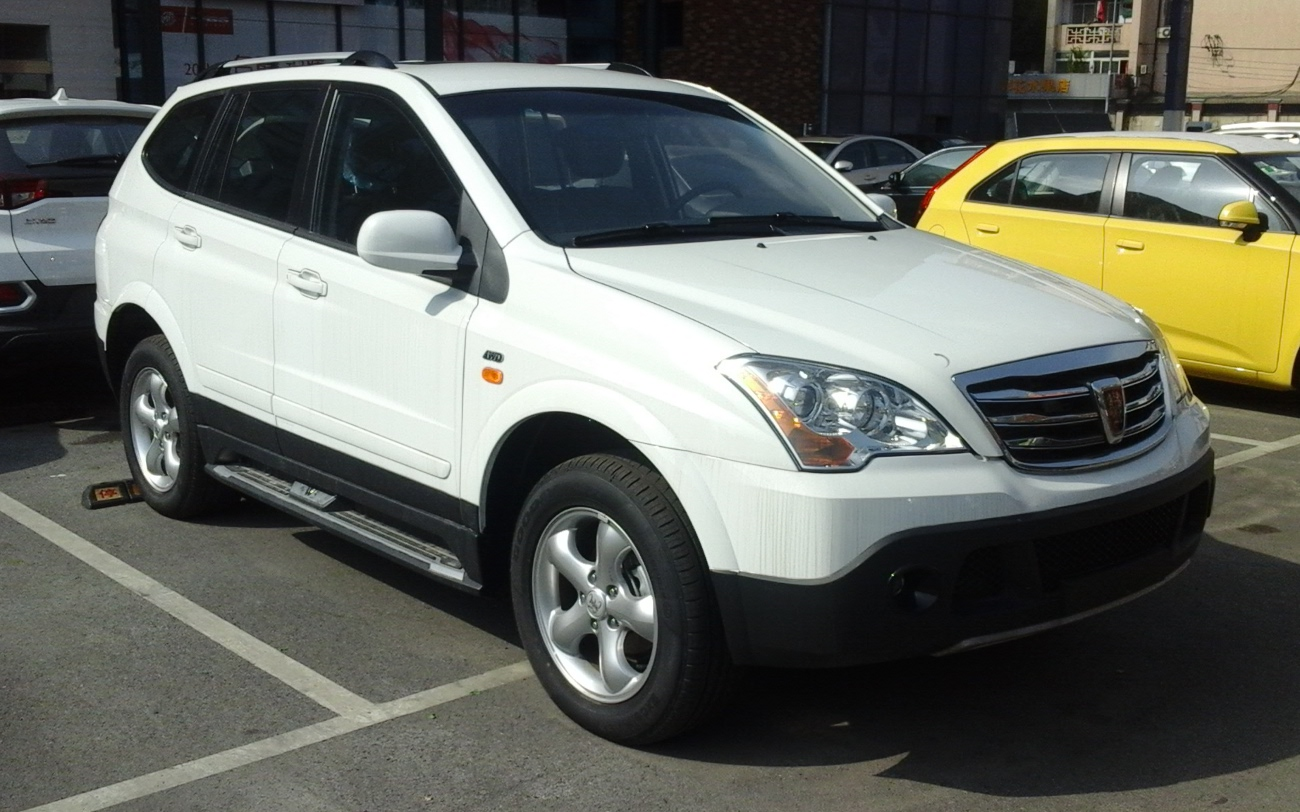
رووي دبليو 5
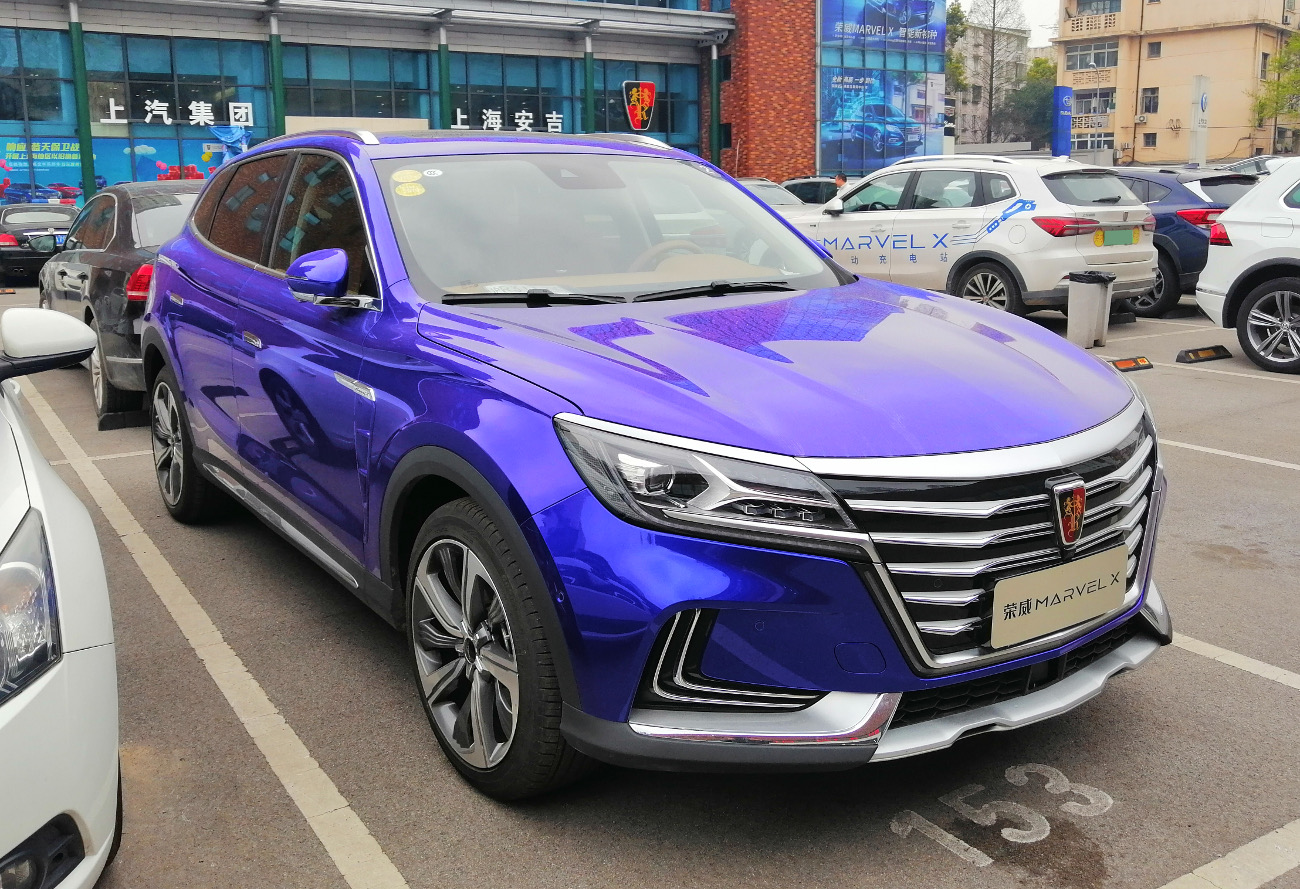
رووي مارفل إكس
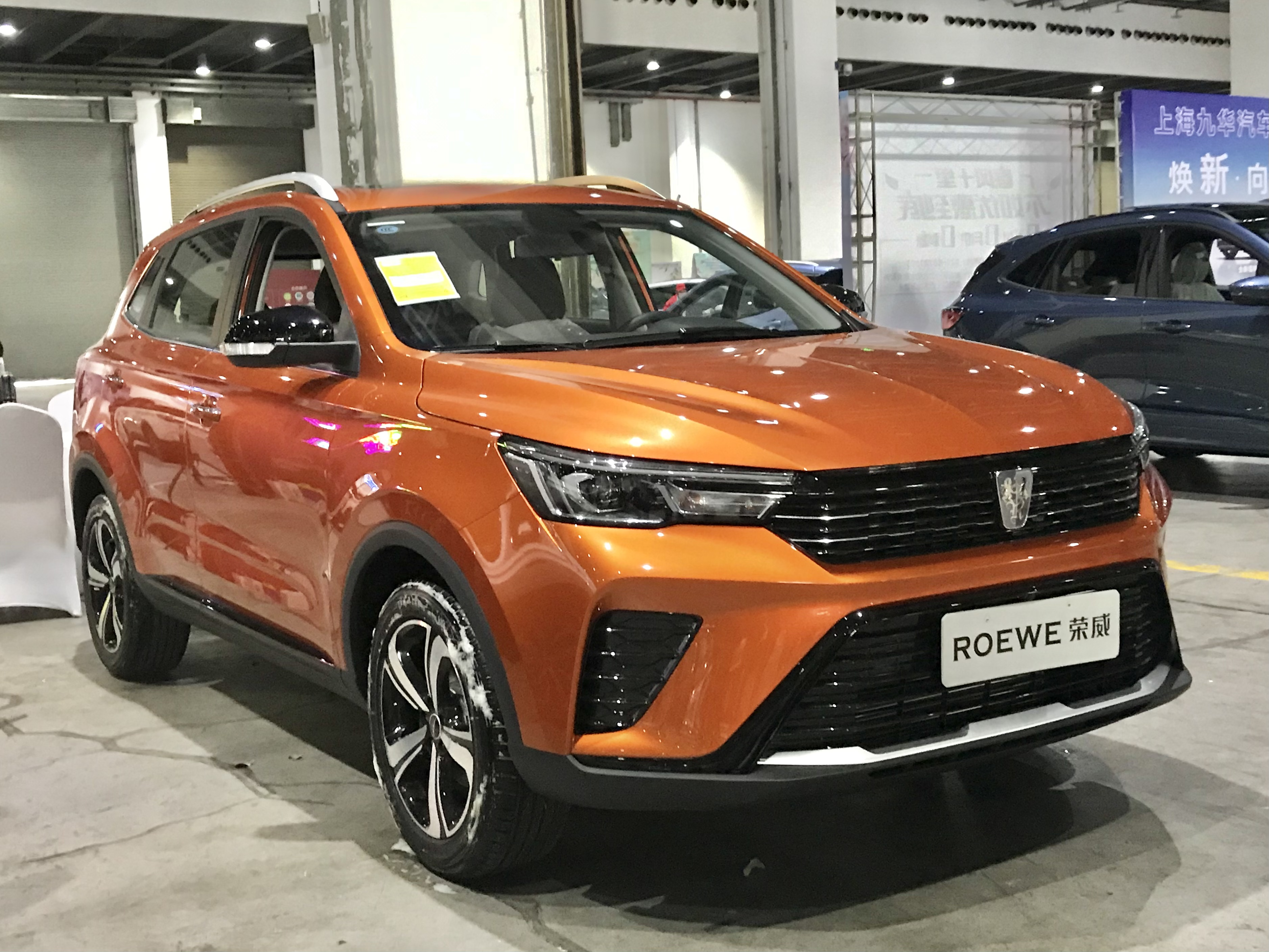
رووي أر إكس 3
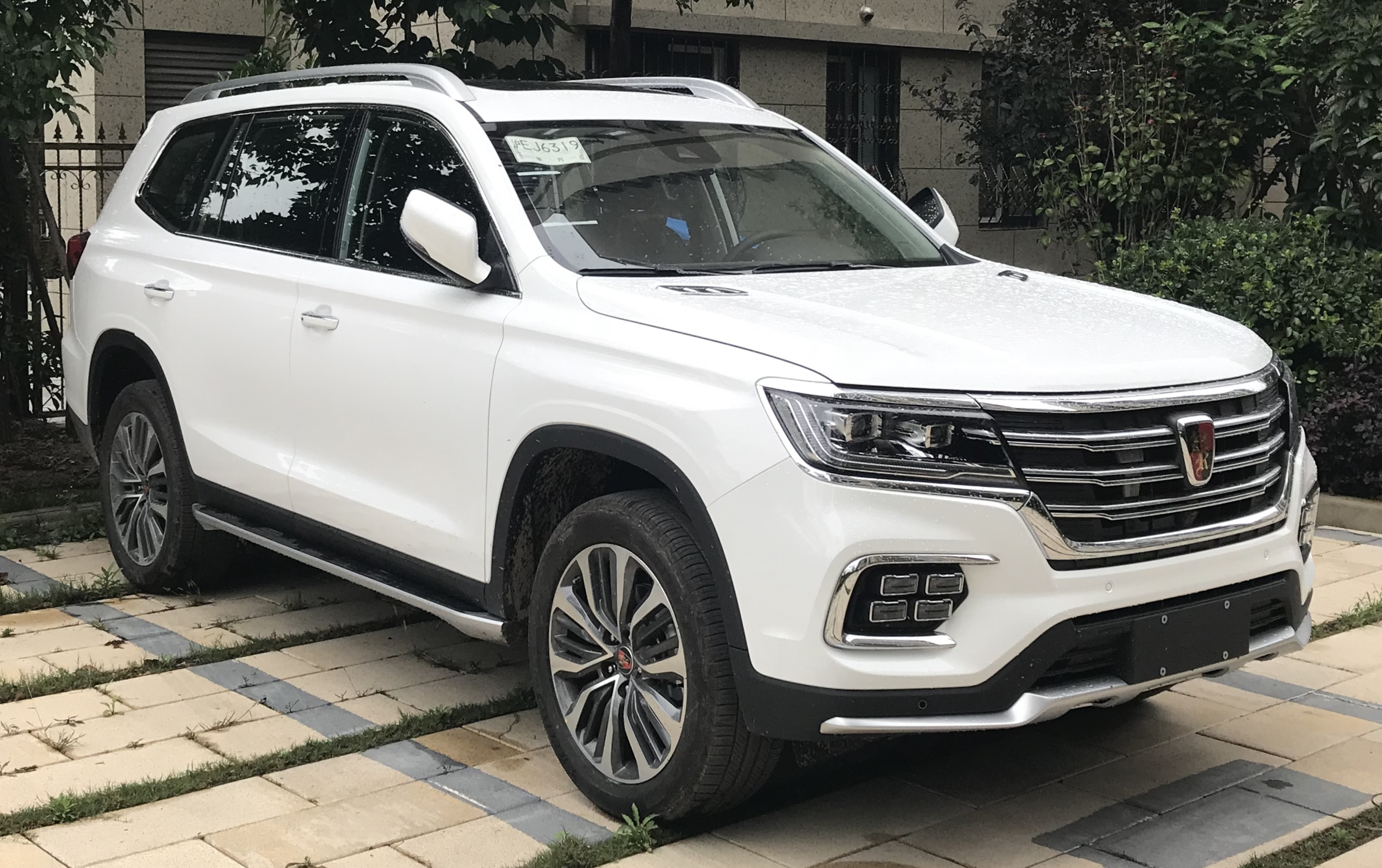
رووي أر إكس 8
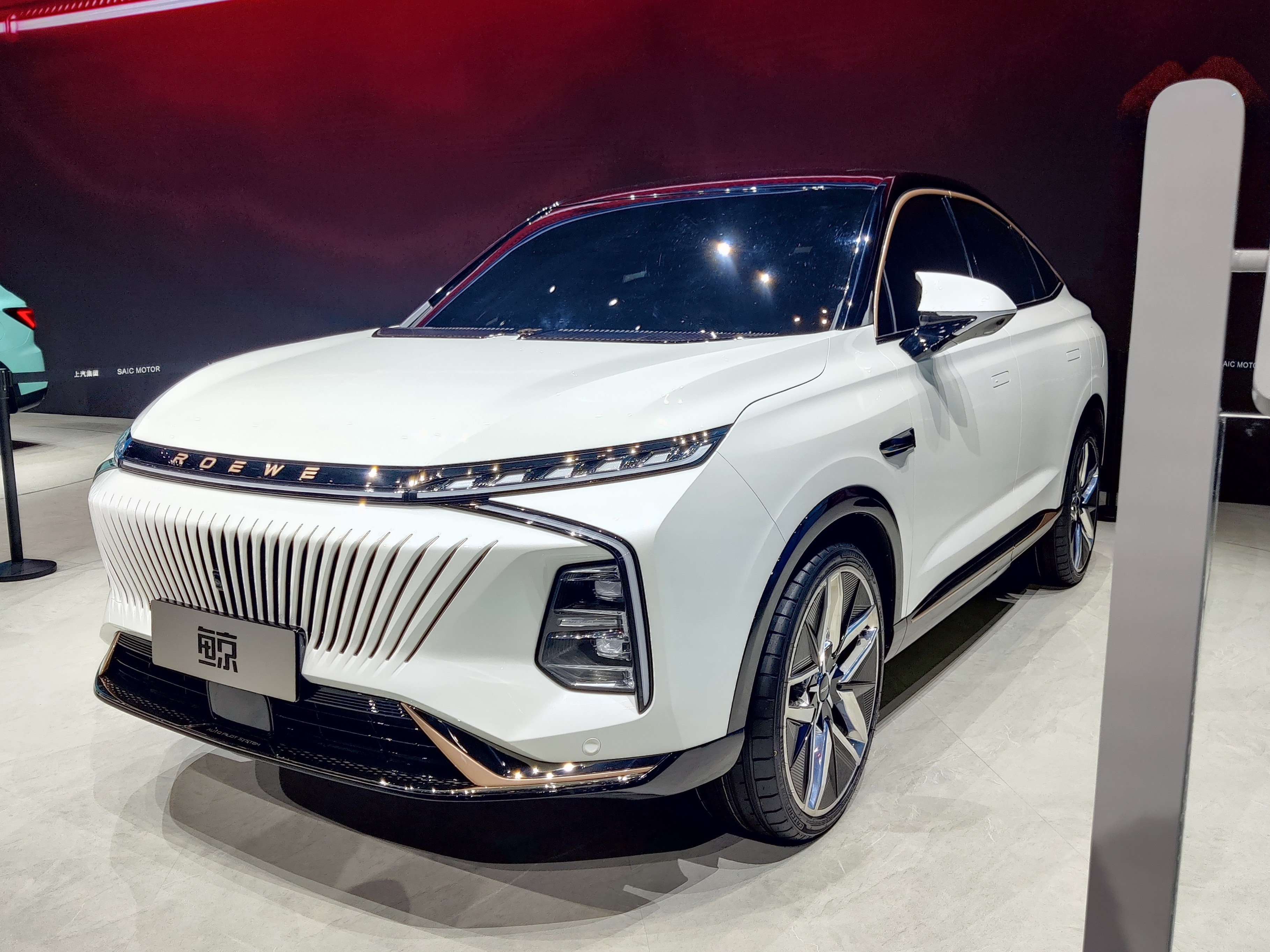
رووي جينغ

### التصور

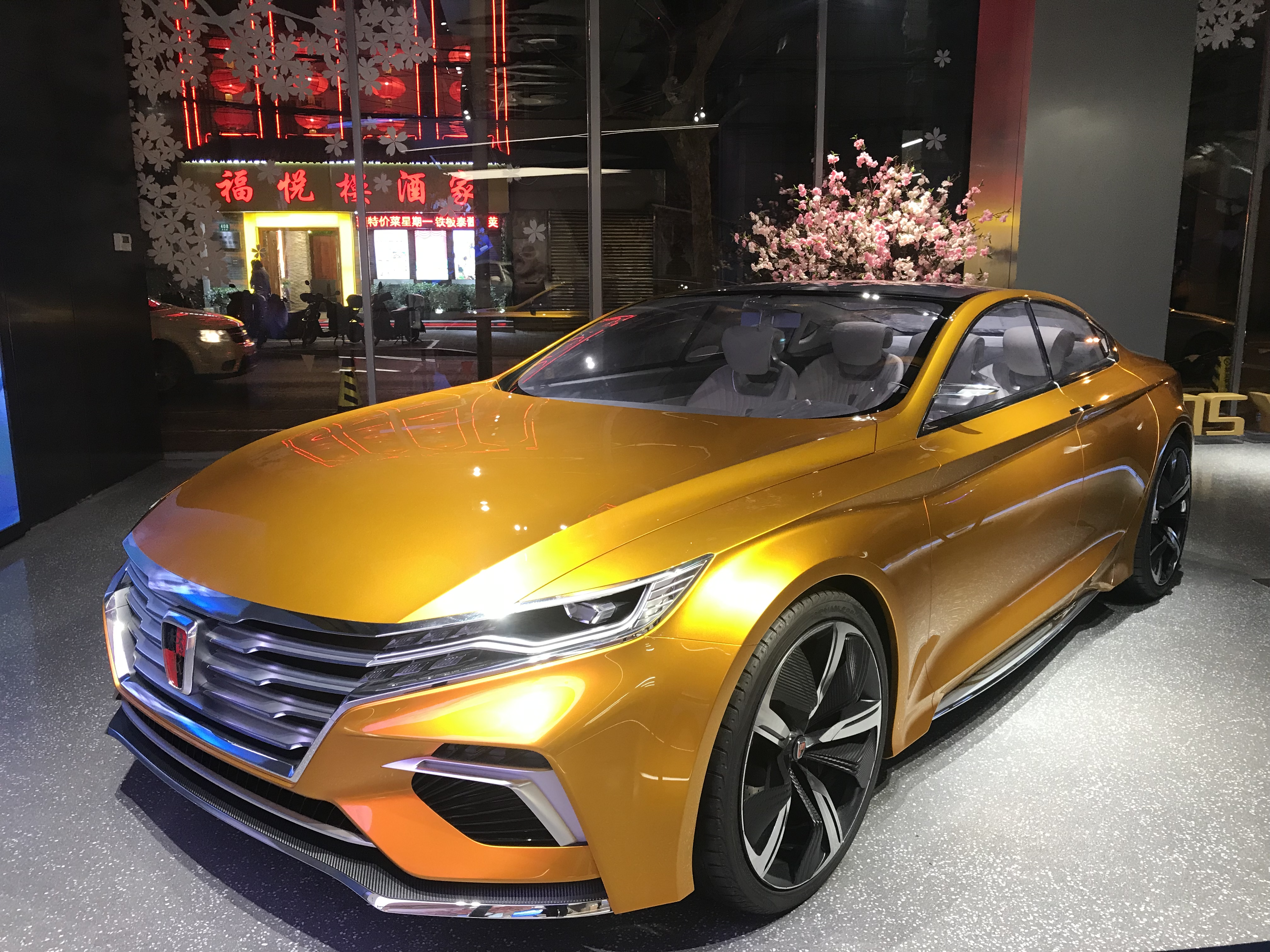
تصور رووي فيچن-أر في المقدمة

- تصور رووي إن 1
- تصور رووي إي 1
- رووي فيچن-أر
- رووي فيچن-إي
- رووي فيچن-أي
- رووي فيچن-أي إم
- تصور رووي ماكس
- رووي أر-أورا
- تصور رووي أي إم 8
- تصور رووي حوت

## المبيعات
تم بيع إجمالي 155,336 سيارة من سيارات رووي في الصين في عام 2013، مما يجعلها العلامة التجارية التاسعة والعشرين الأكثر مبيعًا للسيارات في البلاد في ذلك العام (والعلامة التجارية الصينية الثالثة عشرة الأكثر مبيعًا).

### الصادرات
خارج الصين، تُباع الطرازات المشتقة من رووي حاليًا تحت علامة إم جي.
في عام 2008، تم إطلاق سيارتي رووي 550 و750 في تشيلي تحت اسم إم جي 550 وإم جي 750، على التوالي. تم عرض السيارة الأصغر حجمًا إم جي 350 والسيارة الرياضية إم جي 6 في معرض سانتياغو للسيارات الحادي عشر في أكتوبر 2010.
بدأت المبيعات الأوروبية لأول مرة في بيلاروسيا، بنسخة تحمل شارة إم جي من 550. اختبرت مجلة السيارات البريطانية أوتوكار رووي 350 في عام 2010 مما يشير إلى أنه سيتم تصنيع النموذج وبيعه في المملكة المتحدة، لكن رووي نفى ذلك. ومع ذلك، اعتبارًا من أبريل 2011، بدأ تجميع إم جي 6 (رووي 550 المعاد صياغته) من سايك في مصنع إم جي روفر القديم في لونجبريدج. تتميز سيارات السوق الأوروبية ببعض التحسينات على نظيراتها الصينية، حيث تلبي معايير الانبعاثات يورو الخامس بدلاً من يورو الرابع.

## وصلات خارجية
الموقع الرسمي